# Gorge d’Enfer
Koordinaten: 44° 56′ 37,8″ N, 0° 59′ 56,7″ O Gorge d'Enfer ist eine jungpaläolithische Fundstätte in der Gemeinde Les Eyzies im französischen Département Dordogne. Sie setzt sich aus mehreren Einzelstätten zusammen. In den verschiedenen Ablagerungen finden sich Überreste aus den Kulturstufen des Aurignaciens bis hin zum Oberen Magdalénien, die etwa den Zeitraum zwischen 34.000 und 12.000 Jahren BP abdecken. Die in Privatbesitz befindliche Stätte wird von Dr. Jacques Leclerc und der Stiftung La vallée éternelle erhalten.

## Lage
Die Gorge d'Enfer, manchmal auch im Plural Gorges d'Enfer, (deutsch „Höllen- oder Teufelsschlucht“) (von franz. gorge – Schlucht, Schlund), bildet ein kleines rechtes Seitental der Vézère unweit flussaufwärts von Les Eyzies. Die Schlucht hat sich zwischen die Steilwandflucht, gebildet aus Laugerie-Haute, Laugerie-Basse und Grand Roc,  und die flussabwärts folgende Steilwand des Roc de Tayac eingeschnitten. Die Felsen bestehen aus flachliegenden Schichten des Coniaciums. In der Schlucht finden sich folgende Fundstätten:
- Grand Abri
- Abri Lartet
- Abri Pasquet
- Abri du Poisson
- Oreille d'Enfer (Höhle)

## Fundstätten

### Grand Abri
Wie der Name schon vermuten lässt, ist der Grand Abri  (Großer Abri) ein riesiger Abri von 40 Meter Länge. Die Tiefe dieses Abris beträgt erstaunliche 40 Meter. Es dürfte sich hier wohl eher um den Ausgang einer ehemaligen Höhle handeln, der anschließend thermoerosiv erweitert wurde (durch Frostsprengung und durch die unterschiedliche thermische Ausdehnung des Gesteins). Der Abri war während des Magdaléniens bewohnt. Die gesamte Sedimentfüllung wurde während der Französischen Revolution im Zuge des damaligen Salpeterabbaus mit ausgeräumt.

### Abri Lartet
Der Abri Lartet, benannt nach seinem Entdecker Édouard Lartet,  auf tieferem Niveau als der Grand Abri gelegen, befindet sich gegenüber und etwas talabwärts. Lartet und Henry Christy führten im Jahr 1863 hier zum ersten Mal Grabungen durch, gefolgt von Denis Peyrony im Jahr 1918. Letzterer konnte Lagen von Unterem Périgordien (mit Pfeilspitzen des Châtelperroniens) und Unterem Aurignacien erkennen. Eine Besonderheit stellen bemalte Steinfragmente aus dem Aurignacien dar.

### Abri Pasquet
Im Abri Pasquet befinden sich Anzeichen für ausgehendes Aurignacien.

### Le Poisson (Abri)

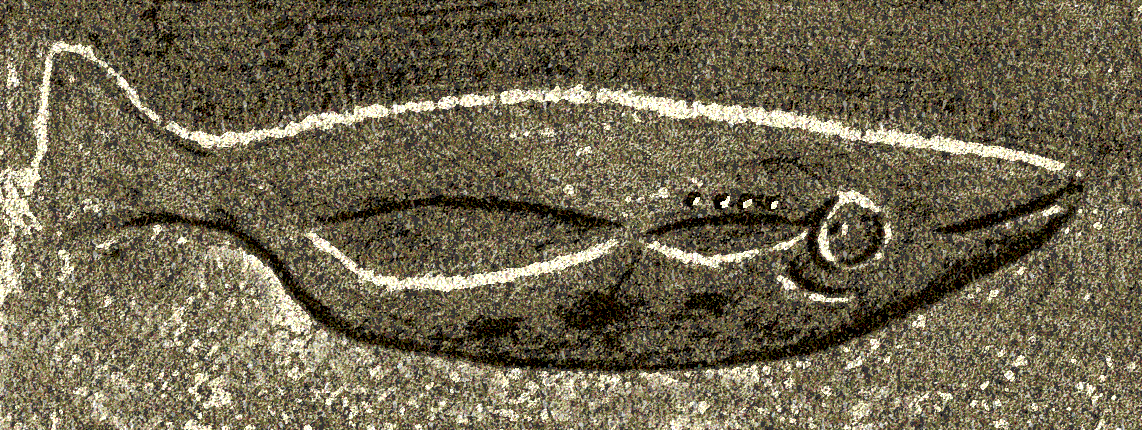
Lachsrelief aus dem Abri du Poisson

Der Abri du Poisson  (Abri des Fisches) liegt in unmittelbarer Nähe der zuvor erwähnten Abris. Er wurde erst im Jahr 1892 entdeckt  und untersucht. Das Lachsrelief in der Decke wurde 1912 erkannt. Nach der Entdeckung erfolgte ein Angebot durch J. M. Marsan an Carl Schuchhardt, Direktor des Berliner Völkerkundemuseums, das Fischrelief unter der Hand zu erwerben. Schuchhardt reiste nach Frankreich und willigte nach Besichtigung in den Handel ein. Kurz darauf begann man mit den Ablösearbeiten des Reliefs. 1912 wurde die Aktion noch rechtzeitig durch das Französische Ministerium gestoppt. Irrtümlich wurde lange Zeit Otto Hauser mit diesem Verkauf in Verbindung gebracht, der als Kunsthändler ansonsten der wichtigste Großhändler paläolithischer Artefakte der Dordogne war.
Die Grabungsarbeiten von Denis Peyrony in den Jahren 1917–1918 ergaben, dass der Abri sowohl im Aurignacien (gleichzeitig mit dem Abri Lartet) als auch im Gravettien (Oberes Périgordien) genutzt worden war. Das Lachsrelief und das Handnegativ stammen wahrscheinlich aus letzterer Epoche.

### Oreille d'Enfer
Oreille d'Enfer, zu deutsch Höllenohr (franz. oreille – Ohr), ist eine kleine Höhle etwas talaufwärts vom Grand Abri und auf der gleichen Talseite. Hier wurde um 1900 recht chaotisch gegraben und 300 Kilogramm Silex und diverses Knochenmaterial abgeräumt.
Dennoch lassen sich auch in dieser Höhle zwei Besiedlungsepochen auseinanderhalten – eine im Oberen Périgordien (Gravettien), erkennbar an Noailles-Sticheln, gefolgt vom Solutréen.
Rechts neben dem Eingang wurden vier Tierreliefs entdeckt, die anschließend aus der Wand herausgetrennt und ins Musée national de la Préhistoire in Les Eyzies verbracht wurden. Es handelt sich hierbei offensichtlich um Rehe. Den Reliefs kann ein Alter des ausgehenden Périgordiens zugewiesen werden. Rechts neben der neuentstandenen Vertiefung lassen sich noch sechs Motivgruppen erkennen, die sehr wahrscheinlich Raubtierabdrücke (Bär?) darstellen dürften.

## Bedeutung
Die Bedeutung von Gorge d'Enfer liegt in der für das Paläolithikum recht ungewöhnlichen, bis heute einzig entdeckte Reliefdarstellung eines Fisches.